# 中国共产党第二十届中央委员会第一次全体会议
中国共产党第二十届中央委员会第一次全体会议，简称中共二十届一中全会，于2022年10月23日召开。会上选举中国共产党中央政治局委员、中国共产党中央政治局常务委员会委员、中国共产党中央委员会总书记，根据中央政治局常务委员会的提名，通过中国共产党中央书记处成员，决定中国共产党中央军事委员会组成人员；批准第二十届中央纪律检查委员会第一次全体会议选举产生的书记、副书记和常务委员会委员人选。
習近平在會上再次連任中共中央總書記，為開啓改革開放以後，中共最高領導人第三屆次完整任期的首例。

## 人事决定

### 选舉
- 中央委员会总书记：习近平
- 中央政治局常务委员会委员：习近平、李强、赵乐际、王沪宁、蔡奇、丁薛祥、李希
- 中央政治局委员（按姓氏笔画为序）：丁薛祥、习近平、马兴瑞、王毅、王沪宁、尹力、石泰峰、刘国中、李希、李强、李干杰、李书磊、李鸿忠、何卫东、何立峰、张又侠、张国清、陈文清、陈吉宁、陈敏尔、赵乐际、袁家军、黄坤明、蔡奇[1]

### 通过
- 中央书记处书记：蔡奇、石泰峰、李干杰、李书磊、陈文清、刘金国、王小洪[1]

### 决定
- 中央军事委员会

主席：习近平
副主席：张又侠、何卫东
委员：李尚福（2024年6月开除党籍，委员身份自然免除）、刘振立、苗华、张升民

### 批准
- 第二十届中央纪律检查委员会

书记：李希
副书记：刘金国、张升民、肖培、喻红秋、傅奎、孙新阳、刘学新、张福海
常务委员会委员（按姓氏笔画为序）：王晓萍、王爱文、王鸿津、刘金国、刘学新、许罗德、孙新阳、李希、李欣然、肖培、张升民、张福海、陈国强、赵世勇、侯凯、訚柏、喻红秋、傅奎、穆红玉

## 评价

### 正面
许多国家政党、政府、议会及其领导人，驻华使节，国际组织、外国民间团体及其负责人，国际友人及旅居国外的华侨华人，香港特别行政区同胞、澳门特别行政区同胞和台湾同胞等，向习近平总书记以及其他当选领导人发来贺电贺函，表示热烈祝贺和良好祝愿。

### 负面
习近平人马和亲信垄断了中央政治局和常委会，而符合连任年龄和工作经验的团派人物李克强和汪洋没有连任中央委员，前任总书记胡锦涛“隔代指定接班人”59岁的胡春华被剔除出政治局，让许多观察家眼镜大跌，许多政论媒体人批评习近平为了垄断权力大搞“任人唯亲”，已经推翻了过去几十年的维持权力平衡的“集体领导”制度，实现了个人独裁体制。而常委中清一色的“习家军”会令中共的自我纠错能力显著降低，中国的发展前景愈发黯淡；由于常委中也没有明显的总书记接班人（唯一的六零后常委丁薛祥预计出任国务院领导），所以习近平会在未来预计会谋求第四任总书记甚至更长久乃至终身的统治地位。
新的24名政治局成员没有一名女性，打破了自中共十五大25年以来至少有一名女性成员（委员或候补委员）的传统，被人批评不尊重女性地位，“是中国政治多样性的倒退，且可能进一步抑制女性参与中国政治”；新的中央书记处书记七人中有三人是警察出身——陈文清、刘金国和王小洪，被自由亚洲电台政治评论家高新认为习要施行“警察治党”。